# Дерфельден, Платон Христофорович
Платон Христофорович фон Дерфельден (нем. Platon von Derfelden; 1810—1870) — русский военачальник, генерал-майор.

## Биография
Родился 18 октября 1809 года[по какому календарю?]. Из дворян Эстляндской губернии, лютеранского вероисповедания.
В военную службу вступил по окончании Пажеского Его Императорского Величества корпуса юнкером лейб-гвардии кирасирского Е. И. В. полка — в 1827 году.
Портупей-юнкер (1829); корнет (1830); поручик лейб-гвардии уланского Е. И. В. полка (1834); штабс-ротмистр (1840). Назначен командующим эскадроном в 1844 году.
В чине полковника — с 1850 года. Назначен командующим Владимирского уланского полка в 1856 году.
Произведен в генерал-майоры с назначением старшим помощником начальника 2-й кавалерийской дивизии в 1861 году, а в 1862 году — помощником начальника 6-й кавалерийской дивизии.
С 1864 года — командир 6-й резервной кавалерийской бригады.
С 5 февраля 1866 года он являлся членом Совета Главного управления государственного коннозаводства и заведующим 2-м коннозаводским округом по армейской кавалерии.
П. Х. Дерфельден имел недвижимость в Миргородском уезде Полтавской губернии в деревне Дубровка и хуторе Друскебе в количестве 1500 десятин.
Умер 15 июня 1870 года.

## Награды
- Награждён орденом Св. Георгия 4-й степени (№ 10207; 26 ноября 1861).
- Также награждён орденами Св. Владимира 3-й и 4-й степеней, Св. Анны 1-й степени с короной и 2-й, 3-й, 4-й степеней без короны, Св. Станислава 2-й степени с императорской короной, Св. Станислава 1-й степени, а также бронзовой медалью в память войны 1853—1856 годов на Андреевской ленте.